# 埃布罗自由镇
埃布罗自由镇（西班牙語：Villafranca de Ebro）是西班牙阿拉贡自治区萨拉戈萨省的一个市镇。 总面积64平方公里，总人口677人（2001年），人口密度11人/平方公里。